# متنزه الملك عبد الله (الأحساء)
منتزه الملك عبد الله البيئي (سابقاً:منتزه الأحساء العام) هو منتزه عام يقع في مخطط جنوب الهفوف بمساحة تبلغ 450.000 م2، ويقع على الطريق الدائري الداخلي للهفوف والمبرز، يعتبر هذا المنتزه من أكبر المنتزهات في المنطقة الشرقية، ويأتي ضمن سلسة الإنشاءات الخدمية التي تسعى أمانة الأحساء إلى تأمينها لمواطني وزوار المنطقة.

## الاسم
في 29 مايو، 2011 وجه الأمير محمد بن فهد بن عبد العزيز آل سعود أمير  المنطقة الشرقية بتحويل مسمى منتزه الأحساء العام إلى منتزه الملك عبد الله بن عبد العزيز بمناسبة ذكرى البيعة السادسة.

## المرافق
يضمُّ منتزه الملك عبد الله البيئي العديد من المرافق منها نافورة تفاعلية تعد الأكبر على مستوى العالم ووسائل ترفيه من ملاعب الأطفال وجزيرة مائية وسط البحيرة بطول 700 متر وعرض 40 متر، كما يحتوي المنتزه عدداً من المواقع المختلفة كمجمعات ألعاب الأطفال ومرافق مساندة وكذلك قرية تراثية تضم مجموعة من المباني التراثية القديمة تصور واقع الأحساء في العام 1350هـ مكانيًا وزمانيًا.
إلى جانبِ النافورة التي تُعد الأطول في العالم والتي بلغت تكلفتها 9 ملايين ريال سعودي، يحتوي المنتوه أيضًا على قرية شعبية ومزرعة أحسائية فضلًا عن معرضٍ للصور التراثية ممتدٍ على مساحةٍ شاسعة. يحتضنُ المنتزه العديد من المهرجانات الوطنية والتراثية والسياحية، كما يعملُ بظام البحيرات حيث تتساقط المياه في المنطقة الواقعة بين الجبل والحوض المائي عدى عن تشغيل العربات المُعلَّقة التي تنقلُ الركاب من أسفل الجبل إلى أعلى بارتفاع 72 مترًا عن سطح الأرض. هناك أيضًا جسور معلقة في المنتزه ويبلغُ طولها أكثر من 400 متر طولي.

## موسوعة غينيس
شهدت محافظة الأحساء تسجيل النافورة التفاعلية لمتنزه الملك عبد الله البيئي بموسوعة الأرقام القياسية العالمية غينيس، بحضور ممثلي الموسوعة بعد التنسيق معهم من قبل أمانة الأحساء، وكانت الدعوة عامة للجميع.

## فعاليات
قامت أمانة الأحساء ب80 فعالية، من ضمنها فعالية كرنفال العيد في حديقة الملك عبد الله، في عيد 2019.
في 25 مارس، 2019 أطلقت فعاليات «ليالي ثقافية» وسط منتزه الملك عبد الله البيئي، والذي تنظمه الهيئة العامة للثقافة ضمن فعاليات موسم الشرقية 2019، تحت شعار الشرقية ثقافة وطافة، واستمر لمدة 6 أيام.
وأطلق مهرجان عيدية عام 2016، وسجلت احصائية زوار أكثر من أربعة آلاف زائر اكتظت بهم جنبات المنتزه، وسط احتفالية مليئة بالبرامج والفعاليات.
سجلت فعاليات هب البراد 2 اقبال متزايد في أخر يوم لها المنظم من قبل فتاة الأحساء التنموية الخيرية، حيث بلغ عدد حضور الزوار 58462.

## التطوير
في 1 مارس، 2020 بدأت أمانة الأحساء تنيفذ خططها التطويرية لإعادة تأهيل منتزه الملك عبد الله البيئي، وتتضمن إعادة تأهيل أرضيات المنتزه، وتخصيص مسارات للدراجات الهوائية، وتهيئة ساحات لأجهزة التمارين الرياضية، إضافة إلى صيانة المزروعات والمسطحات الخضراء وغنارة المنتزه، وتركيب العاب أطفال جديدة.

## النافورة
في 18 أبريل، 2011 الموافق يوم الأثنين، دشن الأمير محمد بن فهد بن عبد العزيز أمير المنطقة الشرقية، أكبر نافورة تفاعلية، وتعمل وفق نظام إلكتروني والنشيد الوطني هو المشغل الصوتي الرئيسي لها، وتتحرك مع الأناشيد والأهازيج الوطنية.
يوجد بالمنتزه أكبر نافورة على مستوى العالم، مزودة بشاشة عرض ليزر وسط النافورة، مما يضيف شكل جمالي للنافورة وعند انطلاقها تحمل مجموعة من الألوان المبهرة في شكل جمالي، ويتمتع المنتزه بنافورتين عند مدخل المنتزه.
وبلغت تكاليف إنشاء النافورة 9 ملايين ريال طولها 450 متراً وتتكون من ثلاثة اجزاء رئيسة، ويتناغم فيها الضوء والصوت وتعتبر أكبر نافورة تفاعلية في العالم، ويوجد بها شاشة عرض ليزر لعرض الصور بواسطة الحاسب الآلي وتعمل وفق نظام إلكتروني متكامل.
دخلت موسوعة غينيس كأكبر نافورة في العالم عام 2012، إذ يبلغ طولها 73.1 متراً، أما الرقم السابق لأطول نافورة كان 72.8 متراً وهي في الولايات المتحدة.

## بحيرة مائية
يحتوي المنتزه على بحيرة مائية، بطول 700 م وعرض 400 م، تتوسطها جزيرة مائية، ويحيطها مجموعة من الجلسات لكي تستمع بجلسة أمام البحيرة والاستمتاع بمشاهدة الاشجار والنخيل والمسطحات الخضراء.

## المنطقة الهادئة
هي منطقة مفضلة للعائلات للاستراحة والهدوء بعيداً عن الضجيج والصخب وتتوفر فيها مجموعة من الشاليهات التي تضيف الخصوصية في المكان، ويسمح بالتخييم الحر، وهناك تجد متحف النخيل الذي يضم قرية تراثية تضم مجموعة من المباني التراثية القديمة تصور واقع الأحساء في العام 1350هـ مكانياً وزمنياً، وكذلك مجموعة من المجسمات التي تجسد تلك الفترة.

## العناصر الترفيهية
يحتوي المنتزه على العديد من العناصر الترفيهيّة لعلَّ هذه أبرزها:
- مسارٌ للمشي والجري
- أماكنُ لممارسة الرياضة
- أماكن جلوس
- برامج ترفيهية مختلفة
- مطاعم
- رحلات عبر الجسور

## مواعيد الافتتاح
من الساعة الثالثة مساءً إلى الساعة الثانية وعشر مساءً
أما فيما يخص عرض النافورة التفاعلية فإن أوقات العرض حسب الجدول التالي:
| العرض  | من    | إلى   |
| ------ | ----- | ----- |
| الأول  | 6:20  | 6:35  |
| الثاني | 7:10  | 7:25  |
| الثالث | 8:00  | 8:15  |
| الرابع | 8:50  | 9:05  |
| الخامس | 9:40  | 9:55  |
| السادس | 10:30 | 10:45 |
| السابع | 11:20 | 11:35 |

## وصلات خارجية
- منتزه الملك عبد الله على إنستغرام
- منتزه الملك عبد الله بالاحساء (كرنفال العيد) 2019 #تصويري على اليوتيوب
- منتزه الملك عبد الله الاحساء على اليوتيوب
- منتزه الملك عبد الله بالاحساء | فلوج ممتع جداا | وريفيو عن المكان على اليوتيوب